# Ienăchiță Văcărescu
Ienăchiță Văcărescu (n. 1740 – d. 1797) a fost un poet, filolog și istoric român din Țara Românească, aparținător al unei vechi familii boierești, familia Văcărescu, aderent la ideile majore ale iluminismului, precursor al folosirii limbii române culte, pe care a folosit-o atât în scrierile sale filologice și istorice, cât și în poeziile pe care le-a scris.
A fost erudit și poliglot, știa: slava veche, greaca veche și modernă, turca, araba, persana, franceza, germana și italiana. 
A fost mare dregător domnesc și a îndeplinit misiuni diplomatice peste hotare. Ca om politic și istoric a manifestat tendințe filoturce. Lucrarea sa, Istorie a prea puternicilor împărați otomani, este tipărită abia în 1863 de Alexandru Papiu Ilarian . Este al doilea român după Dimitrie Cantemir care scrie o istorie a Imperiului Otoman. 
Este autorul celei dintâi gramatici românești tipărite (1787), care, pe lângă diversele categorii gramaticale, cuprinde și un capitol de prozodie, ilustrat cu exemple originale. Poezia sa, redusă ca dimensiuni și predominant erotică, e scrisă în maniera neoanacreontică a epocii, dar folosește și evidente sugestii folclorice.
Ienăchiță Văcărescu a construit un conac la Băneasa, din care se mai păstrează azi doar Biserica „Sf. Nicolae”.

## Scrieri

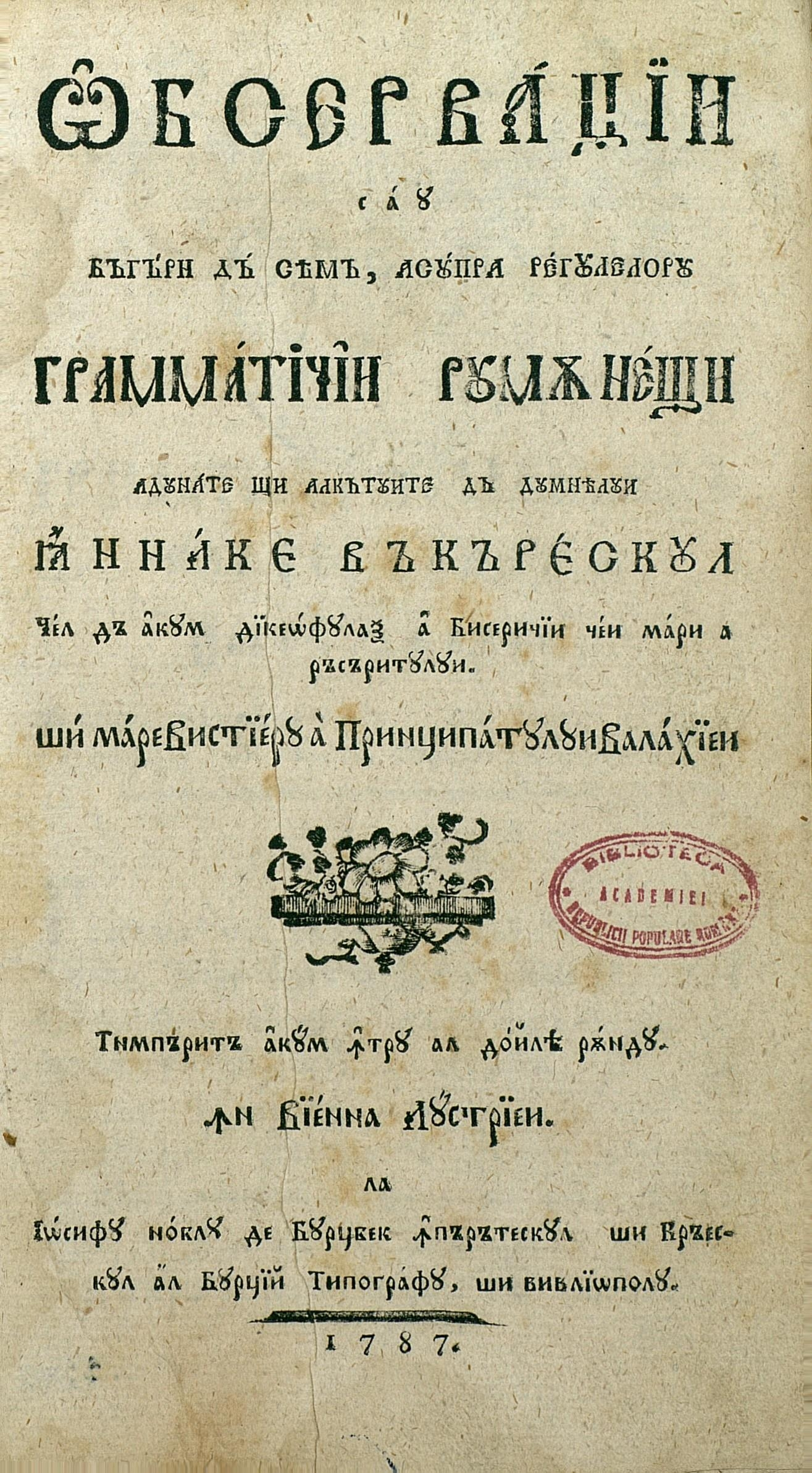
Gramatica românească, 1787.

Clasificarea operei:

### Lucrări filologice
- Observații sau băgări de seamă asupra regulilor și orînduielilor gramaticii rumânești, publicată în 1787, va servi ca model lui Ion Heliade–Rădulescu pentru Gramatica sa. Lucrarea cuprinde un capitol intitulat  păntru poetică, ce poate fi considerat primul studiu românesc despre versificație. Definiția pe care a dat-o poeziei va rezista 80 de ani: „cugetele frumoase, cu poetice faceri”. După ce prezintă utilitatea gramaticii, încheie glumeț: „Siliți-vă a o învăța, sau faceți cum vă place”.
- A adunat un vast material pentru redactarea unor dicționare bilingve: german – român, turc – român etc.

### Lucrări istorice
- Istorie a prea puternicilor împărați otomani, tipărită după moartea sa, cuprinde referiri la domnii Țării Românești. Prima jumătate a lucrării este un pomelnic al împăraților, cu o epigramă laudativă dar prozaică pentru fiecare. Interesantă este povestirea călătoriei sale la Viena, un adevărat jurnal, instructiv și amuzant, superior celui al lui Dinicu Golescu.

### Opera poetică
Ienăchiță Văcărescu a adunat la un loc versuri ocazionale (în cinstea domnitorului, la inaugurarea unei cisterne publice etc.) cu versurile de dragoste caracterizate prin „limba alintată” (Nicolae Manolescu), abundând de diminutive, procedeu la modă în întreaga poezie a epocii: inimioară, lănțișor etc. Cu toate văicărelile manieriste, unele sunt poezii șăgalnice, pline de umor, altele sunt sugestive și grațioase, amintind de Goethe, ca poezia Într-o grădină.. în care dilema sufletească a eului liric este exprimată cu gingășie și concizie (floarea neculeasă poate reprezenta ratarea șansei iubirii): „S-o iau, se strică/ S-o las, mi-e frică/ Că vine altul și mi-o ridică.”
Ienăchiță Văcărescu deschide și seria artelor poetice românești, printr-un celebru „testament”: 
Urmașilor mei Văcărești

Las vouă moștenire

Creșterea limbii românești

Ș-a patriei cinstire.